# Botniški zaliv
Botniški ali Botnijski zaliv (finsko Pohjanlahti; švedsko Bottniska viken) je najsevernejši rokav Baltskega morja, med zahodno obalo Finske (Vzhodna Botnija) in severnim delom švedske vzhodne obale (Zahodna Botnija in Severna Botnija). Na jugu zaliva ležijo Alandski otoki, med Ålandskim morjem in Arhipelaškim morjem.

## Ime
Bothnia je latinizacija. Švedsko ime Bottenviken je bilo prvotno samo Botn(en), pri čemer je botn staronordijsko za 'zaliv', kar je tudi pomen drugega elementa vik.
Ime botn se je v stari norveščini uporabljalo za Botniški zaliv kot Helsingjabotn, po Hälsinglandu, ki se je takrat nanašal na obalo zahodno od zaliva. Kasneje je bil botten uporabljen za regije Västerbotten na zahodni strani in Österbotten na vzhodni strani. Finsko ime Österbotten, Pohjanmaa (maa, kar pomeni 'dežela'), namiguje na pomen v obeh jezikih: pomen pohja vključuje tako 'dno' kot 'sever'. Pohja je osnovna beseda za sever, pohjoinen, z dodano pridevniško pripono.
Julius Pokorny navaja razširjeni protoindoevropski koren kot *bhudh-m(e)n z različico *bhudh-no-, iz katere izhaja latinski fundus kot v fundament. Po drugi strani pa so klasični avtorji s severom običajno mislili 'najbolj oddaljeni', saj so bile severne dežele zanje najbolj oddaljene. V samijščini so kardinalne smeri poimenovali glede na različne dele tipičnega šotora, ki ga uporablja to nomadsko ljudstvo. Vrata šotora so bila tradicionalno usmerjena proti jugu, v najbolj sončni smeri, dno šotora pa bi bilo poravnano s severom. Tako izvira beseda pohja v njeni uporabi kot 'sever'. Po Lönnrotu je bil sever obravnavan kot spodnja smer, ker je tam najnižja točka sončne poti.

## Geografija
Mednarodna hidrografska organizacija opredeljuje južno mejo Botniškega zaliva na naslednji način:

Od Simpnäsklubba (59°54'N) na Švedskem do Flötjana, Lagskæra, Fæstörne, Kökarsörna in Vænö-Kalkskæra do JZ točke Hangöudde (Hangö Head, 59°49'N) na Finskem, torej vključuje Åland in sosednje plitvine ter kanale v Botniškem zalivu.
Zaliv je dolg 725 km, širok 80–240 km in ima povprečno globino 60 m. Največja globina je 295 m. Površina je 117.000 km². Najsevernejša točka je v Töreju v Botniškem zalivu. Njegove koordinate so 65° 54'07" N 22° 39'00 E.
Globina in površina Botniškega zaliva se nenehno zmanjšujeta, saj se kopno dviga, potem ko ga je celinski led v zadnji ledeni dobi pritisnil za približno 800 do 1000 metrov. Dvig je 80 cm vsakih sto let. Ocenjuje se, da se mora kopno dvigniti še za 100 do 125 metrov, preden bo doseženo ravnovesje. Ta stopnja dvigovanja se bo postopno upočasnila, ko se bo približevalo izostatično ravnotežje.
V zaliv tečejo številne reke z obeh strani; posledično obstaja gradient slanosti od severa proti jugu. Na jugu je voda običajna brakična voda Baltskega morja, toda na severu, v Botniškem zalivu, je slanost tako nizka, od 0,4 % blizu Kvarkena do 0,2 % v najsevernejšem delu, da v njem uspevajo številne sladkovodne ribe, kot so ščuka, bela riba in ostriž.
Zaliv je kombinacija Botniškega zaliva na severu in Botniškega morja na jugu, ločena z regijo Kvarken z globino vode približno 25 metrov in stopnjo dviganja kopnega skoraj 10 mm na leto. V 2000 letih naj bi se zaliv ločil od preostalega dela in postal sladkovodno jezero.
Ker je zaliv skoraj sladkovoden, je vsako leto več kot pet mesecev zamrznjen. Zaledenitev Baltskega morja se začne in konča v severnem Botniškem zalivu. Omejitve prometa za pomoč pri ledolomilcih običajno veljajo za ves zaliv od konca januarja do konca aprila in za najsevernejša pristanišča od sredine decembra do sredine maja.

## Geologija
Geološko je Botniški zaliv starodavna depresija tektonskega izvora. Depresija je delno zapolnjena s sedimentnimi kamninami, odloženimi v predkambriju in paleozoiku. Bližnje ravnine, ki mejijo na zaliv, so del subkambrijskega peneplena. Medtem ko so ga v zadnjih 2,5 milijona let večkrat prekrili ledeniki, je imela ledeniška erozija omejen učinek na spreminjanje topografije.
Ocenjuje se, da bo v približno 2000 letih tekoči postglacialni odboj dvignil morsko dno na območju Norra Kvarken nad vodo in razdelil Botniški zaliv na južni zaliv in severno jezero.

## Zgodovina
Starodavni in srednjeveški geografi zaliva niso poznali in še leta 1427 ga danski kartograf Claudius Clavus ni navedel, niti na zemljevidu Hartmanna Schedela, natisnjenem leta 1493. Prvi zemljevid, na katerem je bil zaliv označen, čeprav brez imena je Nikolaja Germana iz leta 1482.

## Gospodarstvo
Ozemlje, ki obkroža Botniški zaliv, je močno gozdnato. Drevesa posekajo, nato pa jih prepeljejo na obalo na obdelavo. Zaliv je pomemben tudi za transport nafte do obalnih mest in transport rude do jeklarn, na primer v Raahe.
Glede na tonažo v mednarodnem prometu so največja pristanišča na finski strani Rauma, Kokkola in Tornio. Glavna pristanišča na švedski strani so Luleå, Skellefteå, Umeå, Sundsvall, Gävle in Hargshamn. V Luleå pelete iz železove rude izvažajo, premog pa uvažajo. Gävle je tretje največje kontejnersko pristanišče na Švedskem. Pošilja tudi gozdne proizvode in nafto. Pri pristaniških operacijah v Botniškem zalivu je lahko potrebna pomoč ledolomilca v obdobju ko je voda zamrznjena, kar v povprečju traja šest mesecev; medtem ko v Finskem zalivu sezona ledoloma v povprečju traja le tri mesece.
Obstaja nekaj ribolova, predvsem baltskega sleda, za domače potrebe. Vztrajen problem je onesnaževanje, saj je morje obdano z velikim povodjem in je slabo povezano s svežimi vodami iz Atlantika. Ravni živega srebra in PCB so bile relativno visoke, čeprav finska agencija za varnost hrane meni, da je sled užiten. Čeprav ravni presegajo mejne vrednosti, imajo maščobne kisline koristi za zdravje, ki izravnajo to tveganje.